# Montils (Charente-Maritime)
Montils ist eine westfranzösische Gemeinde mit 871 Einwohnern (Stand: 1. Januar 2022) im Département Charente-Maritime in der Region Nouvelle-Aquitaine. Sie gehört zum Arrondissement Saintes und ist Mitglied im Gemeindeverband Saintes - Grandes Rives - L’Agglo. Die Einwohner werden Montiliens und Montiliennes genannt.

## Geografie

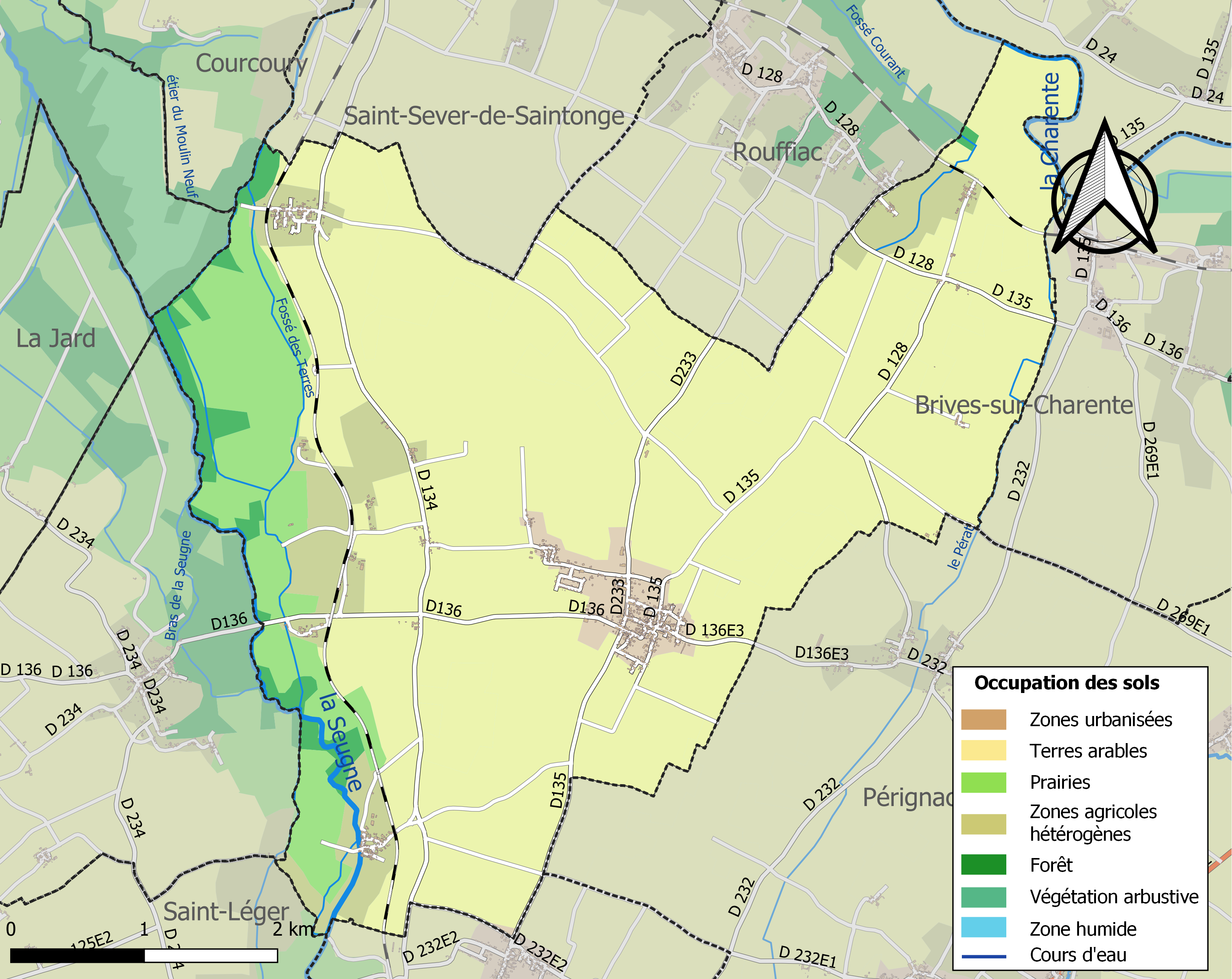
Bodennutzung, Hydrografie und Infrastruktur der Gemeinde (2018)

Montils liegt in der ehemaligen Provinz Saintonge, etwa 15 Kilometer südöstlich von Saintes und etwa 15 Kilometer westsüdwestlich von Cognac. Das Gebiet der Gemeinde wird von der Charente entwässert, an die es im äußersten Nordosten auf einem Abschnitt von etwa zwei Kilometer Länge grenzt, und von der Seugne, die es im Westen begrenzt.
Das Gebiet von Montils ist Teil des Natura 2000-Schutzgebiets „Moyenne vallée de la Charente et Seugnes et Coran“ (FR5400472), des Natura 2000-Schutzgebiets „Vallée de la Charente moyenne et Seugnes“ (FR5412005) und von zwei ZNIEFF-Naturgebieten. 94,6 % der Fläche der Gemeinde werden landwirtschaftlich genutzt, lediglich 2,6 % sind bewaldet, vor allem entlang der Seugne.
Umgeben wird Montils von den Nachbargemeinden Saint-Sever-de-Saintonge und Rouffiac im Norden, Chérac im Nordosten, Brives-sur-Charente und Pérignac im Osten, Saint-Seurin-de-Palenne im Süden, Saint-Léger im Südwesten, Colombiers und La Jard im Westen sowie Berneuil und Courcoury im Nordwesten.

## Bevölkerungsentwicklung

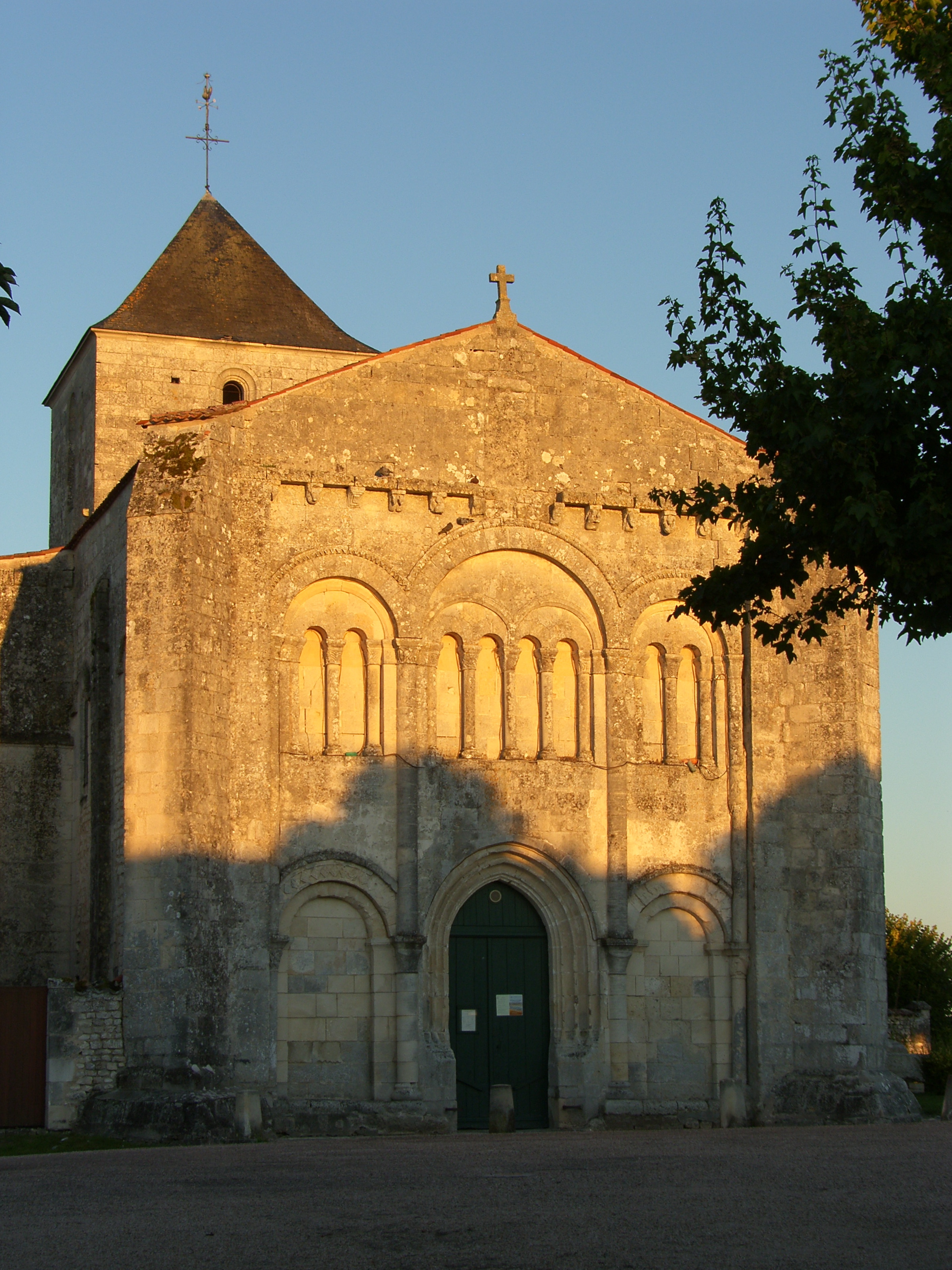
Kirche Saint-Sulpice

| Jahr                       | 1962 | 1968 | 1975 | 1982 | 1990 | 1999 | 2006 | 2013 | 2020 |
| Einwohner                  | 713  | 647  | 620  | 617  | 644  | 652  | 721  | 827  | 879  |
| Quellen: Cassini und INSEE |      |      |      |      |      |      |      |      |      |

## Sehenswürdigkeiten
- Romanische Kirche St-Sulpice aus dem 12. und 14. Jahrhundert, seit 1923 als Monument historique klassifiziert
- Bürgermeisteramt, Gebäude aus dem 19. Jahrhundert

## Verkehr
Montils wird von zwei Eisenbahnstrecken ohne Haltepunkte durchquert, im Norden von der Strecke Saintes–Angoulême und im Westen von der Strecke Saintes–Bordeaux.